# Mega Man Soccer
Mega Man Soccer (Rockman's Soccer (ロックマンズサッカー, Rokkumanzu Sakkā) au Japon) est un jeu vidéo de football développé par Sun L et édité par Capcom en 1994 sur Super Nintendo. C'est un jeu dérivé de la série Mega Man,,,.

## Accueil
- Electronic Gaming Monthly : 6,8/10[5]
- GamePro : 3/5[6]

Joyapd (fr) n°32: 35%